# Opodiphthera eucalypti
Sâu bướm hoàng đế cao su (danh pháp khoa học: Opodiphthera eucalypti) là một loài bướm đêm bản địa Úc, và có thể dễ dàng tìm thấy trong tất cả các tiểu bang ngoại trừ Tasmania. Chúng cũng tìm thấy như là một loài được du nhập ở miền Bắc và Nam đảo của New Zealand. Loài này trước đây được đặt trong chi Antheraea. Loài sâu bướm này thường có thể được tìm thấy trên lá cây giữa tháng Mười và tháng Ba (mùa xuân và mùa hè Úc). Khi sâu nở chúng có màu đen với lông ngắn trên đầu.
Loài côn trùng này được sử dụng đầu tiên trong sự phát triển thành công của côn trùng liên tục nuôi cấy tế bào. Tiến sĩ Thomas D. C. Grace, một nhà nghiên cứu của CSIRO, đã phát triển bốn dòng tế bào từ buồng trứng của loài côn trùng này và báo cáo về chúng vào năm 1962.

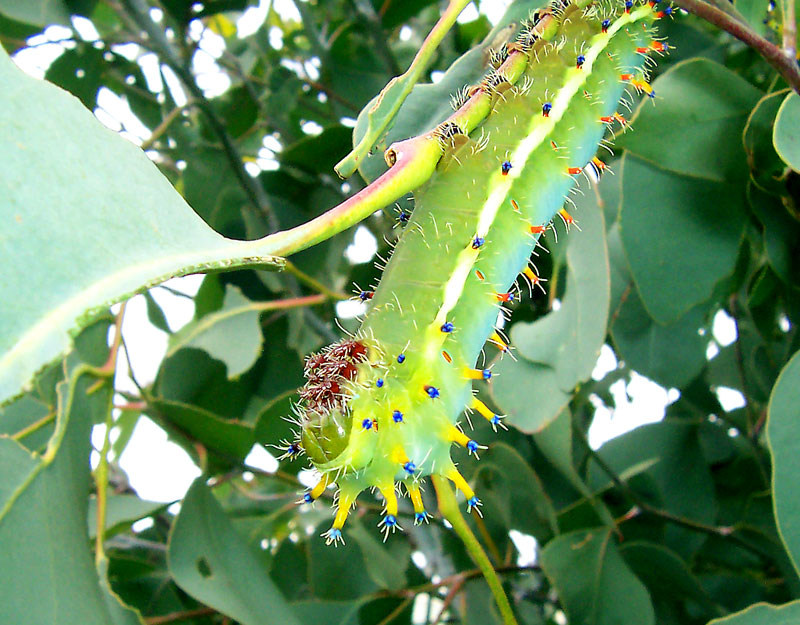
Sâu trước khi thành bướm